# Bad Banks
Bad Banks est une série télévisée germano-luxembourgeoise de Christian Schwochow, créée par Oliver Kienle, produite par Letterbox et Iris Productions. Le pilote a été projeté le 21 février 2018 au Berlinale 2018 puis la première saison a été mise en ligne le lendemain sur les sites à la demande de ZDF et Arte. À la télévision, elle a été diffusée à partir du 1er mars sur Arte et à partir du 3 mars sur ZDF.
En France, elle a été diffusée simultanément sur Arte.

## Synopsis
La jeune et ambitieuse Jana Liekam travaille dans une banque d'investissement au Luxembourg, mais son licenciement brutal l'amène à partir chez la concurrente allemande Global Invest à Francfort, tout en espionnant pour le compte de son ancienne patronne. Elle découvre ainsi les bassesses dont sont capables les gens de ce milieu par arrivisme, ainsi que des activités criminelles risquant de déclencher une crise bancaire nationale, voire mondiale.

## Distribution
- Paula Beer (VF : Joséphine Ropion) : Jana Liekam
- Barry Atsma (VF : Fabrice Leylon) : Gabriel Fenger
- Désirée Nosbusch (VF : Anne Dolan) : Christelle Leblanc
- Albrecht Schuch (VF : Stéphane Pouplard) : Adam Pohl
- Mai Duong Kieu (VF : Geneviève Doang) : Thao Hoang
- Tobias Moretti (VF : Jérôme Keen) : Quirin Sydow
- Jean-Marc Barr : Robert Khano
- Marc Limpach (lb) (VF : Alexandre Gillet) : Luc Jacoby
- Germain Wagner (lb) (VF : Marc Bretonnière) : Ties Jacoby
- Jörg Schüttauf : Peter Avoyer (saison 1)
- Hana Sofia Lopes : Lola (invitée saison 1)

 Source et légende : version française (VF) sur RS Doublage et selon le carton de doublage d'Arte.

## Épisodes

### Première saison (2018)
1. Die Kündigung
2. Folge dem Schrott
3. Der Mann aus London
4. Alte Schulden
5. Die härteste Währung
6. Die Höhle des Löwen

### Deuxième saison (2020)
1. Schöne neue Welt
2. Bankensterben (ZDF) / Der neue Gegner (Arte)
3. Kollateralschaden
4. Die Gewinner von heute
5. Paranoia (ZDF) / Dunkelheit (Arte)
6. Long live the Queen

## Diffusion
Les deux premiers épisodes sont diffusés le 21 février 2018 dans le cadre de la Berlinale 2018. Un jour plus tard, les six épisodes sont disponibles sur Arte en ligne. Dans la première semaine en Allemagne, la série a été vue un total d'environ 1,3 million de fois. La série est ensuite diffusée à la télévision linéaire à partir du 1er mars sur Arte puis à partir du 3 mars sur ZDF.
En France, la série est diffusée sur Arte les jeudi 1er et vendredi 2 mars 2018.
Les deux saisons de la série sont disponibles en France sur la plate-forme Netflix jusqu'au 9 novembre 2023.
Le 3 mars, la série sort en DVD et Blu-ray. Le 4 mars 2018, la ZDF annonce que la série est prolongée pour une deuxième saison.
Début février 2020, la deuxième saison démarre avec six nouveaux épisodes.